# 今泉八郎
今泉 八郎（いまいずみ はちろう）は、日本の柔術家である。号は柳定斎、名は定智。

## 経歴
伊予松山の藩士。
今泉八郎は、豊前中津で関口新心流と楠流拳法を教えていた今泉熊太郎柳雲斎源智明の門に入り柔術を修業した。
後、今泉熊太郎の養子となって師の姓を継いだ。江戸に出て天神真楊流の流祖、磯又右衛門柳関斎源正足の門に入り天神真楊流の極意を究めた。
伊予国城主松平伊予守の家臣 大木蔵之輔が荒木流棒術及び捕手術の名人ということを聞き遊歴して大木の門に入りその術を学ぶ。
その後、天神真楊流、楠流拳法、荒木流捕手、関口新心流を合し長を抜き短を去り工夫して真蔭流柔術を開いた。
維新の際、彰義隊に加わり上野戦争で藩士を率いて戦う。また、江戸へ帰った後、甲州へ赴き官軍と戦った。その後、前橋藩主へ預けられの身となった。
上野戦争後に東久世が市中取締りとして陣営を構え武道熟練の者を召し抱えるという建札を出したので、今泉八郎はこれを受け百余人との手合わせに全勝し抱えられる事になった。
明治16年下谷警察署の柔術師範となり、下谷区同朋町一番地に演武館道場を創設し真蔭流を教授した。その門に入るものは五千人を超えたとされる。また、警視流柔術の制定に関わった。
明治33年10月に四代目瀬川如皐が書いた今泉八郎の伝記「今泉八郎」が宮戸座で演じられた。 今泉八郎役は三代目澤村訥升（のちの澤村宗十郎 (7代目)）が演じた。

明治34年4月28日、浅草区東仲町十三番地に大日本演武場を設立した。
明治39年2月2日没。